# 1770
1770 (MDCCLXX) fue un año común comenzado en lunes según el calendario gregoriano.

## Acontecimientos

### Marzo
- 5 de marzo: en EE. UU., soldados británicos asesinan a cinco estadounidenses en la Masacre de Boston, que 5 años más tarde desencadenará la guerra de Independencia de Estados Unidos.

### Abril
- 16 de abril: El régimen del rey Carlos III establece la prohibición por Cédula Real del uso de las lenguas indígenas, la determinación de la extinción de las lenguas nativas origina los movimientos comuneros previos a la Independencia (en los virreinatos de Virreinato de Nueva Granada y del Perú).

### Mayo
- 7 de mayo: María Antonieta llega a la corte francesa.
- 16 de mayo: María Antonieta contrae matrimonio con Louis-Auguste, de 15 años (quien llegaría a ser Luis XVI de Francia). En la boda, los fuegos artificiales causan un incendio: 800 muertos.

### Junio
- 3 de junio: Gaspar de Portolá y el padre Junípero Serra se establecen en Monterrey, que fue capital de California entre 1777 y 1849.
- 3 de junio: Un terremoto de 7,5 sacude la ciudad haitiana de Puerto Príncipe dejando un saldo de 200 muertos.

### Julio
- 1 de julio: el cometa Lexell (D/1770 L1, descubierto por Anders Johan Lexell) pasa cerca de la Tierra.
- 21 de julio: en la Guerra ruso-turca (1768-1774), el comandante ruso Piótr Rumiantsev envía a 150 000 turcos a la Batalla de Kagul.

### Agosto
- 22 de agosto: James Cook invade la costa oriental de Nueva Holanda (Australia) y funda la ciudad de Sídney.

### Septiembre
- 3 de septiembre: El rey Carlos III declaró marcha de honor a la Marcha Granadera, actual himno de España.
- 8 de septiembre: se funda el Oratorio Morante (en la provincia de Santa Fe, Argentina).
- El general Phya Tak libera de Siam de los invasores birmanos, y se proclama rey.
- Sublevación de los griegos contra los turcos.
- Fin del vasallaje de los peul de Maura (Malí) por los reyes de Segu.
- Se inaugura el hospital de Radcliffe (en Oxford, Inglaterra), diseñado por Stiff Leadbetter y John Sanderson.
- Se inaugura el Shire Hall (en Nottingham, Inglaterra), diseñado por James Gandon y Joseph Pickford.

### Diciembre
- 16 de diciembre: nace en Bonn (Alemania) uno de los más grandes músicos de la historia, Ludwig van Beethoven, hijo de Johann van Beethoven y María Magdalena Keverich.

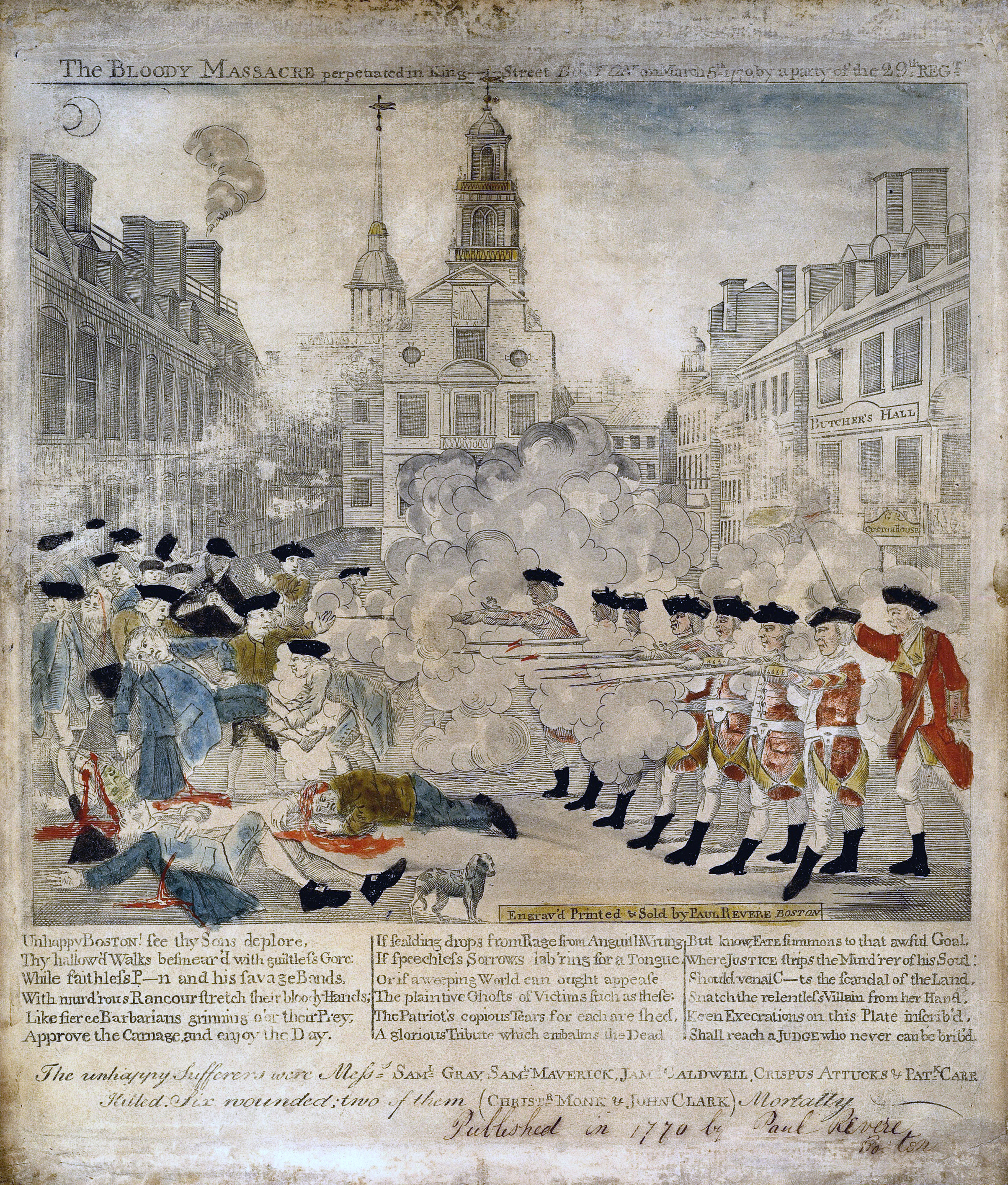
La masacre de Boston, grabado de Paul Revere.

## Ciencia y tecnología
- Joseph Priestley, químico británico, inventa la goma de borrar con la resina del árbol americano del caucho
- Joseph Louis Lagrange prueba la conjetura de Bachet (teorema de los cuatro cuadrados).
- Forster describe por primera vez el calderón de hocico boreal (Hyperoodon ampulatus)

## Arte y literatura

### Pintura

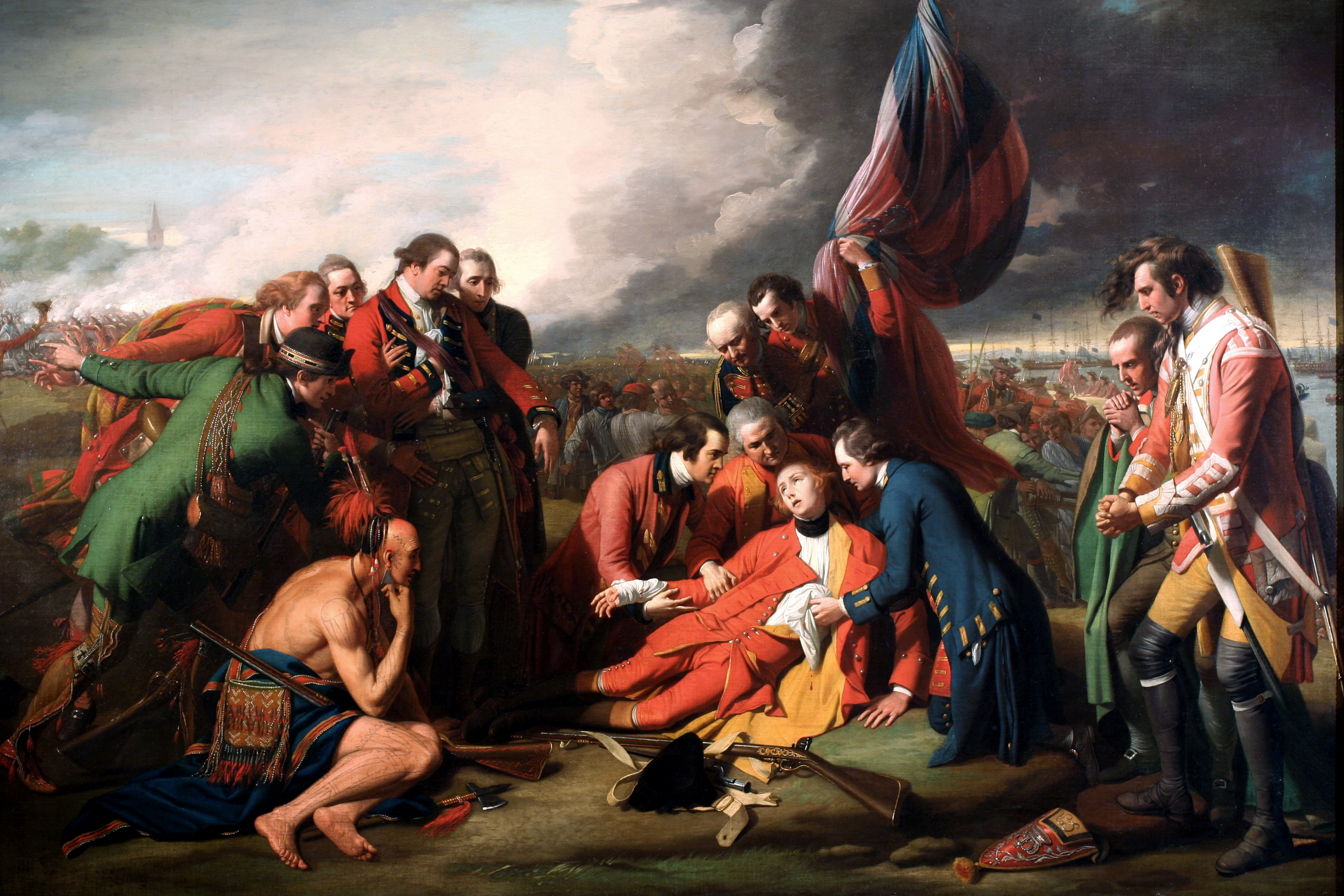
La muerte del general Wolfe de Benjamin West.

- Benjamin West: The Death of General Wolfe.
- Paret: Las parejas reales.

### Literatura
- James Beattie: An Essay on the Nature and Immutability of Truth.
- Michael Bruce: Poems on Several Occasions.
- Concolorcorvo (Perú): Lazarillo de ciegos caminantes.
- Barón de Holbach: The System of Nature.
- Jean Jacques Rousseau: Les Confessions (Confesiones).
- Tobias Smollett: The Expedition of Humphry Clinker.

### Teatro
- Pierre de Beaumarchais: Les Deux Amis.
- Johannes Ewald: Rolf Krage.
- 26 de diciembre: Estreno de la ópera Mitridate, re di Ponto de Mozart en Milán.

## Nacimientos

### Marzo
- 5 de marzo: Frederic von Franquemont, General de Infantería del ejército de Napoleón (f. 1842)
- 20 de marzo: Friedrich Hölderlin, poeta alemán (f. 1843)

### Abril
- 16 de abril: Félix Joaquín de la Encina y Fernández de Mesa, primer Barón de Santa Bárbara, alcalde de Onteniente, concejal de Valencia

### Junio
- 3 de junio: Manuel Belgrano, abogado, político y militar argentino (f. 1820)
- 10 de junio: George Caley, botánico y explorador del Reino Unido (f. 1829)

### Agosto
- 27 de agosto: Georg Wilhelm Friedrich Hegel, filósofo alemán (f. 1831)

### Noviembre
- 19 de noviembre: Bertel Thorvaldsen, escultor danés (f. 1844)

### Diciembre
- 16 de diciembre: Ludwig van Beethoven, compositor alemán (f. 1827)

## Fallecimientos
- 26 de febrero: Giuseppe Tartini, compositor y violinista italiano (n. 1692)